# 金维诺
金维诺（1924年—2018年2月17日），笔名若金，男，湖北武汉人，中国美术史论家、敦煌学家，曾任中国美术家协会理事。